# Итри-Раунгау
Итри-Раунгау (исл. Ytri Rangá) — река на юго-западе Исландии, знаменитая своей лососёвой рыбалкой.
Исток реки находится к северу от вулкана Гекла, далее протекает на юго-запад и соединяется с Тверау, образуя Хоульсау (Hólsá), которая через 11 км впадает в Атлантический океан. Итри-Раунгау находится всего в 95 км от Рейкьявика.
В 2008 году в Итри-Раунгау было выловлено самое большое количество лосося — более 13 500 хвостов.
Владельцы земли осуществляют специальную программу по выпуску мальков. Сила течения и температура воды в реке всегда постоянны. Вода почти всегда прозрачна и меняет цвет только после сильных паводков. Всё это делает реку одним из лучших в Исландии мест для ловли лосося.